# Janice Dickinson
Janice Doreen Dickinson (Brooklyn (New York), 15 februari 1955) is een Amerikaans voormalig fotomodel.
Dickinson was model en stond op de omslag van Vogue, Harper's Bazaar, Elle, Cosmopolitan en Playboy. Ook is ze de auteur van drie boeken en fotograaf.
Dickinson noemde zichzelf 's werelds eerste supermodel. Vrouwen die haar voorgingen en achteraf ook erkend zijn als supermodel waren echter onder anderen Dorian Leigh en Lisa Fonssagrives.
Zij stond 37 keer op de cover van Vogue en is jurylid geweest in America's Next Top Model. In de zomer van 2005 werd ze onverwachts vervangen door Twiggy. In 2006 vond ze dat de volgende meest logische stap in haar carrière was om een modellenbureau te beginnen, The Janice Dickinson Modeling Agency.

## Privéleven
Dickinson is drie keer getrouwd en moeder van twee kinderen.
Dickinson is erg open over haar behandelingen met plastische chirurgie: "Alles aan me is nep" is ook de titel van een van haar boeken. In dit boek besteedt ze ook aandacht aan haar overleden vader Ray, die haar en haar zus Alexia seksueel heeft mishandeld. Eind maart 2016 werd bekend dat er bij haar borstkanker is geconstateerd.

### Relaties
Dickinson had relaties met zowel mannen als vrouwen, onder wie Mick Jagger, Dolph Lundgren, Grace Jones, Kelly LeBrock en Bruce Willis. In een interview met Howard Stern beweerde Dickinson dat zij met meer dan 1000 mannen seks heeft gehad. Later beweerde ze ook dat ze seksuele experimenten heeft gedaan met vrouwen.